# Anemone Geyser
Anemone Geyser est un geyser de type « fontaine » situé dans le Upper Geyser Basin dans le parc national de Yellowstone aux États-Unis. En réalité, Anemone est un ensemble de deux geysers étroitement liés. Le plus grand des deux est nommé Big ou North Anemone ; le plus petit Little ou South Anemone. Les deux geysers ont été nommés par la Hague Party (en) en 1904 d'après la fleur d'anémone. En effet, les deux évents ont une couleur jaune pâle et ressemblent à une fleur.

## Géologie
Les éruptions de Big Anemone durent entre 25 et 45 secondes, avec une fréquence de 6 à 10 minutes et une hauteur de 2 à 2,5 m. On peut entendre l'eau monter dans le cratère avant une éruption. Après une éruption, l'eau retourne rapidement et bruyamment dans le cratère.
Les éruptions de Little Anemone sont moins vigoureuses, mais de plus longue durée que celles de Big Anemone. L'intervalle entre deux éruptions peut varier de 6 à 35 minutes, et elles peuvent durer de moins d'une minute à plus de 30 minutes. Le geyser atteint rarement plus de 1 m de hauteur. Parfois, le cratère va se remplir d'eau puis se vider sans éruption.
De temps en temps, Little Anemone stoppe quasiment toute activité. Ainsi, Big Anemone a des plus longs intervalles et de faibles éruptions. Les geysers Anemone font également partie de l'hebdomadaire Geyser Hill wave : cela augmente et diminue leur intervalle et leur durée pendant une semaine ou pendant un multiple d'une semaine.